# Kathrin ten Hagen
Kathrin ten Hagen (* 25. Dezember 1982 in Steinfurt, Deutschland) ist eine deutsche Violinistin und Professorin. Kathrin ten Hagen gab ihr Debüt als 14-Jährige mit den Nürnberger Symphonikern unter Marc Andreae. Seitdem tritt sie international als gefragte Solistin und Kammermusikerin auf. Zusammen mit ihren Geschwistern Leonie, Borge und Malte ten Hagen bildet sie das TenHagen Quartett.

## Leben
Seit 2018 ist Kathrin ten Hagen Professorin für Violine an der Hochschule für Musik Franz Liszt Weimar, darüber hinaus unterrichtet sie an der Hochschule für Musik und Theater „Felix Mendelssohn Bartholdy“ Leipzig. Seit 2015 ist sie regelmäßig Dozentin für Violine und Kammermusik beim Euro Music Festival & Academy Halle. Weitere Meisterkurse gab sie bei der International Music Academy Chernihiv 2012, dem Festival Amici della Musica di Lucera/Italien 2017, der Stuttgart International Music Week 2019 und dem Talent Music Summer Courses & Festival Brescia/Italien 2019. Außerdem war sie als Assistentin von Donald Weilerstein am New England Conservatory tätig sowie als Dozentin beim Young Artist Programm des Yellow Barn Festivals USA. Sie war Jurymitglied 2015 in Catania/Italien bei dem AMIGDALA International Music Competition und 2019 beim Internationalen Louis Spohr Wettbewerb für Junge Geiger in Weimar. Im Mai 2019 feierte ihr Festival „Classic Festival !MPRESS!ONS“ in Jülich/Deutschland Premiere. Seit Oktober 2018 ist sie Konzertmeisterin des Freien Orchesters Leipzig.
Auftritte als Solistin hatte sie u. a. mit dem Deutschen Symphonie-Orchester Berlin, den Hamburger Symphonikern, dem Staatlichen Kammerorchester der Republik Belarus, der KlassikPhilharmonie Hamburg, dem Kammerorchester Arcata Stuttgart, der Kammersymphonie Leipzig, dem Barock-Ensemble Boston und dem USC Symphony Orchestra. Tourneen führten sie u. a. nach Russland, Argentinien, Uruguay, Portugal, in die USA und nach China. Mit ihrem  TenHagen Quartett gab sie im Januar 2014 ihr Debüt im Kammermusiksaal der Berliner Philharmonie. Sie gastierte bei dem Schleswig-Holstein Musikfestival, dem Rheingau Musik Festival, den Festspielen Mecklenburg-Vorpommern, dem Zermatt-Festival und dem Yellow Barn Festival in den USA und spielte in Konzertsälen wie dem Eurogress Aachen, der Laeiszhalle in Hamburg, der Liederhalle in Stuttgart, der Jordan Hall in Boston, der WeillRecital Hall/Carnegie Hall und dem California Center for the Arts. Als Gastkonzertmeisterin wurde sie von der Deutschen Radio Philharmonie Saarbrücken Kaiserslautern und vom Kammerorchester Arcata Stuttgart eingeladen. Ihre Konzerte wurden übertragen von Deutschland Radio, WDR 3 und Bayern 4 Klassik.
Als leidenschaftliche Kammermusikerin konzertierte sie zusammen mit Wen-Sinn Yang, Gregor Horsch, Peter Frankl, Gerald Fauth, Stefan Palm, Katharina Deserno, Riccardo Bovino und Mirjam Tschopp. Im Rahmen der Kammermusik-Stiftung Villa Musica trat sie u. a. mit Silke Avenhaus, Quirine Viersen, Jens Peter Maintz und Gustav Rivinius auf und nahm 2009 an einer Konzertreise nach China teil. 2006 war sie Preisträgerin beim Internationalen Max-Reger-Wettbewerb für Kammermusik. In den letzten Jahren engagierte sie sich sowohl in den USA als auch in Deutschland in Outreach- und Gesprächskonzerten, um ein breiteres Publikum für klassische Musik zu gewinnen. Regelmäßig spielt sie für das von Lars Vogt gegründete Projekt „Rhapsody in School“. Ihr besonderes Interesse gilt der zeitgenössischen Musik. So umfasst ihr Repertoire einerseits eine Vielzahl von Werken der klassischen Moderne, andererseits auch zahlreiche nach 1970 komponierte Werke von Komponisten wie Henze, Eberhardt, Lutoslawski, Marschner, Balassa, Suslin, Taglietti, Widmann, Yun und Zimmermann. Beim Ruggiero-Ricci-Violinwettbewerb 2007 erhielt sie einen Sonderpreis für die Interpretation des zeitgenössischen Werkes „Etude IV“ von Jörg Widmann. Kathrin ten Hagen studierte bei Antje Weithaas in Berlin und bei Igor Ozim in Salzburg, wo sie ihren Bachelor of Arts mit Auszeichnung abschloss. Als Stipendiatin des DAAD setzte sie 2007 ihr Master-Studium bei Donald Weilerstein am New England Conservatory of Music in Boston fort und erhielt dort 2009 ihren „Master of Music with Honors“ und 2010 das „Graduate Diploma“. Weitere künstlerische Impulse gaben ihr internationale Meisterkurse bei Thomas Brandis, Zakhar Bron, Robert Mann, Wolfgang Marschner und Christian Tetzlaff.

## Auszeichnungen
- 1997: Zweiter Preis beim 4. Jakob-Stainer-Violinwettbewerb
- 1997: Zweiter Preis beim 6. Internationalen Yfrah-Neaman-Violinwettbewerb und Sonderpreis für die beste Mozartinterpretation
- 1998: Erster Preis beim Bundeswettbewerb Jugend Musiziert in der Kategorie Violine Solo
- 2001–2013: Preisträgerin der Wettbewerbe des Deutschen Musikinstrumentenfonds in der Deutschen Stiftung Musikleben
- 2002: Förderpreis beim Internationalen Max-Rostal-Wettbewerb
- 2002: Erster Preis beim 12. Ibolyka-Gyarfas-Violinwettbewerb der Berliner Musikhochschulen
- 2005: Erster Preis beim 4. Internationalen Marschner-Wettbewerb
- 2007: Erster Preis und Goldmedaille beim California International Young Artists Competition in Escondido/San Diego
- 2008: Dritter Platz beim Wettbewerb Ton und Erklärung im Rundfunk Berlin
- 2009: Erster Preis beim Donald Portnoy International Violin Competition in Augusta/Georgia

## Diskografie
- 2013 Musique Romantique, Werke für Violine, Viola und zwei Violoncelli von Arensky, Sauter und Tschaikowsky; TenHagen Quartett und Matthias Bartolomey, Label: ARS Produktion, ARS 38 142
- 2013 Eastern Impressions, Werke von Prokofiev, Janáček, Bartók und Vladigerov; Kathrin ten Hagen, Violine, Christina Wright-Ivanova, Klavier, Label: ARS Produktion, ARS 38 147
- 2014 Northern Lights, Werke von Bull, Vasks, Atterberg, Eliasson, Sibelius; Kathrin ten Hagen, Violine, Itamar Ringel, Viola, Folkwang Kammerorchester Essen unter der Leitung von Johannes Klumpp, Label: ARS Produktion, ARS 38 157

## Veröffentlichungen
- 2018 Artikel The Violin Channel – ASK THE PROS | Violinist Kathrin ten Hagen – “What Do Conservatories Look For in Potential New Students?” [ADVICE]